# Ronco sopra Ascona
Ronco sopra Ascona é uma comuna da Suíça, no Cantão Tessino, com cerca de 681 habitantes. Estende-se por uma área de 5,0 km², de densidade populacional de 136 hab/km². Confina com as seguintes comunas: Ascona, Brissago, Caviano, Gerra, Pino sulla Sponda del Lago Maggiore (IT-VA), San Nazzaro, Sant'Abbondio.
A língua oficial nesta comuna é o Italiano.